# Toledo (kommun i Brasilien, Minas Gerais, lat -22,71, long -46,39)
Toledo är en kommun i Brasilien. Den ligger i delstaten Minas Gerais, i den sydöstra delen av landet, 800 km söder om huvudstaden Brasília. Antalet invånare är 5 761.
Följande samhällen finns i Toledo:
- Toledo

Omgivningarna runt Toledo är en mosaik av jordbruksmark och naturlig växtlighet. Runt Toledo är det ganska glesbefolkat, med 48 invånare per kvadratkilometer.